# SN 1923A
SN 1923A — звезда, вспыхнувшая сверхновой в галактике М83. Она находится на расстоянии около 4.1 мегапарсек от нас. Её вспышку зарегистрировал американский астроном К. Лампланд 9 мая 1923 года. Взрыв сверхновой относился к II типу, первоначальная масса звезды превышала 18 масс Солнца. Наблюдения в 1998 году показали, что на месте взрыва присутствуют два слабых источника радиоизлучения. Они находятся друг от друга на расстоянии около 70 парсек и имеют нетепловую природу. Однако оба они не являются остатком сверхновой, а принадлежат, возможно, к  межзвёздному газопылевому облаку с плотными скоплениями водорода.
В галактике М83 были зарегистрированы, помимо данной сверхновой, ещё пять.